# میلرزویل (کالیفرنیا)
میلرزویل (به انگلیسی: Millersville) یک منطقهٔ مسکونی در ایالات متحده آمریکا است که در شهرستان کرن، کالیفرنیا واقع شده‌است. میلرزویل ۷۶۷ متر بالاتر از سطح دریا واقع شده‌است.